# Johan Söderberg (politiker)
Karl Johan Söderberg (i riksdagen kallad Söderberg i Rotebro senare Söderberg i Norrviken), född 26 juli 1877 i Östra Ryds församling, död 22 november 1942 i Sollentuna församling, var en svensk ombudsman och riksdagsledamot (S).
Söderberg var verkställande ledamot i styrelsen för Stockholms läns distrikt av Socialdemokratiska arbetarepartiet. Som riksdagspolitiker var han ledamot (S) av Sveriges Riksdags andra kammare 1918-1924, invald i Stockholms läns södra valkrets till 1921 och i Stockholms läns valkrets från 1922. Han skrev  riksdagen 11 egna motioner bland annat om lönerna för lärare vid skyddshem, om ferieresor för folkskolebarn och om skyldighet för kommunerna att utse en särskild nykterhetsnämnd.

## Källhänvisningar
- Tidens kalender 1922, Stockholm: Tidens förlag, 1921, sid. 189.
- Tvåkammarriksdagen 1867–1970, band 1, sid. 270.